# Giorno dell'indipendenza di Malta
Il giorno dell'indipendenza di Malta (in maltese Jum l-Indipendenza) è un giorno di festa nazionale della Repubblica di Malta.
Viene celebrato il 21 settembre e commemora l'indipendenza della nazione dal Regno Unito, nel 1964. 
Padre dell'indipendenza fu il politico maltese George Borġ Olivier, con cui Malta conobbe un periodo di sviluppo economico nel periodo post-indipendenza.
Malta, in seguito, è diventata una repubblica il 13 dicembre 1974 (commemorata in una festa separata denominata Day Republic).
Il 31 marzo 1979 (denominato Giorno della Libertà), invece, gli inglesi hanno chiuso la loro base navale a Malta.
In passato si era già affermata a Malta la lotta per l'indipendenza e la difesa della sovranità, distinguendosi, tra gli altri, la figura dell'eroe di Malta Jean de la Valette, protagonista dell'assedio di Malta (1565) contro i turchi.
La festività dell'indipendenza di Malta, comunque, resta la più importante fra le varie ricorrenze nazionali ed è celebrata con discorsi pubblici, canti e giochi pirotecnici lungo la costa isolana.